# Etzelsdorf (Gemeinden Lasberg, St. Oswald)
Etzelsdorf  ist ein Ort im Mühlviertel in Oberösterreich, und
Ortschaft der Gemeinden Lasberg und St. Oswald bei Freistadt im Bezirk Freistadt.

## Geographie
Etzelsdorf liegt etwa 4½ Kilometer östlich von Freistadt im Talungsraum der Feldaist, nordwestlich von St. Oswald. Das Gebiet umfasst den mittleren Graben des Keferbachs, einem kleinen Nebengewässer der Feistritz, auf Höhen um 670 m ü. A. Der Bach selber entspringt erst im unteren Teil des Grabens, im Oberlauf ist er intermittierend.
Die beiden Ortschaften umfassen knapp 50 Gebäude mit etwa 400 Einwohnern, wobei der Gutteil in der St.-Oswalder Ortschaft wohnt.
Zum Ortschaftsgebiet gehört der Weiler Grub und die Einzellage Gottschaler in Lasberg, sowie der eigentliche Ort Etzelsdorf
und die Einzellage Modlbauer, die heutige Jugend- und Wanderherberge Rannahof, in St. Oswald.
Das Gebiet im Südwesten wird zum Zentralmühlviertler Hochland gerechnet, der Nordosten schon zum Freiwald, der sich Richtung Waldviertel und Böhmen hinaufzieht (Raumeinheit Freiwald und Weinsberger Wald).
Nachbarortschaften
| Schlag (Gem. Grünbach)      | Unter- Ober- rauchenödt (Gem. Grünbach (Gem. Grünbach) u. Lasberg) | Fünfling (Gem. St. Oswald)        |
|                             | Kompassrose, die auf Nachbargemeinden zeigt                        | Wippl (Gem. St. Oswald)           |
| Reickersdorf (Gem. Lasberg) | Mayrhöfen (Gem. St. Oswald)                                        | Sankt Oswald bei Freistadt (Gem.) |

## Tourismus
Das Gebiet ist beliebtes Wander- und Mountainbikegebiet. Mit dem Naturfreundehaus liegt hier ein wichtiger Stützpunkt. Der Europaweg E6 (Finnland–Türkei, hier auch Österreichischer Weitwanderweg 05, der Nord-Süd-Weg und auch 705, der Nordwaldkammweg) quert von
Bad Leonfelden–Freistadt kommend weiter hinauf in das Waldviertel.

## Nachweise
- 40609 – Lasberg. Gemeindedaten der Statistik Austria
- 40618 – Sankt Oswald bei Freistadt. Gemeindedaten der Statistik Austria

1. ↑  vergl. Franziszäischer Kataster 1817–1861 (Layer Urmappe online bei DORIS → Geschichtsorte); dort Ezelsdorf, 3 Gehöfte
2. ↑  Jugend- und Wanderherberge Rannahof, naturfreunde-haeuser.net
3. ↑  Wandern am Nordwaldkammweg, AV Freistadt